# Podocarpus borneensis
Podocarpus borneensis é uma espécie de conífera da família Podocarpaceae.
Pode ser encontrada nos seguintes países: Indonésia e Malásia.